# Rheurdt

Verwaltungsgliederung der Gemeinde Rheurdt

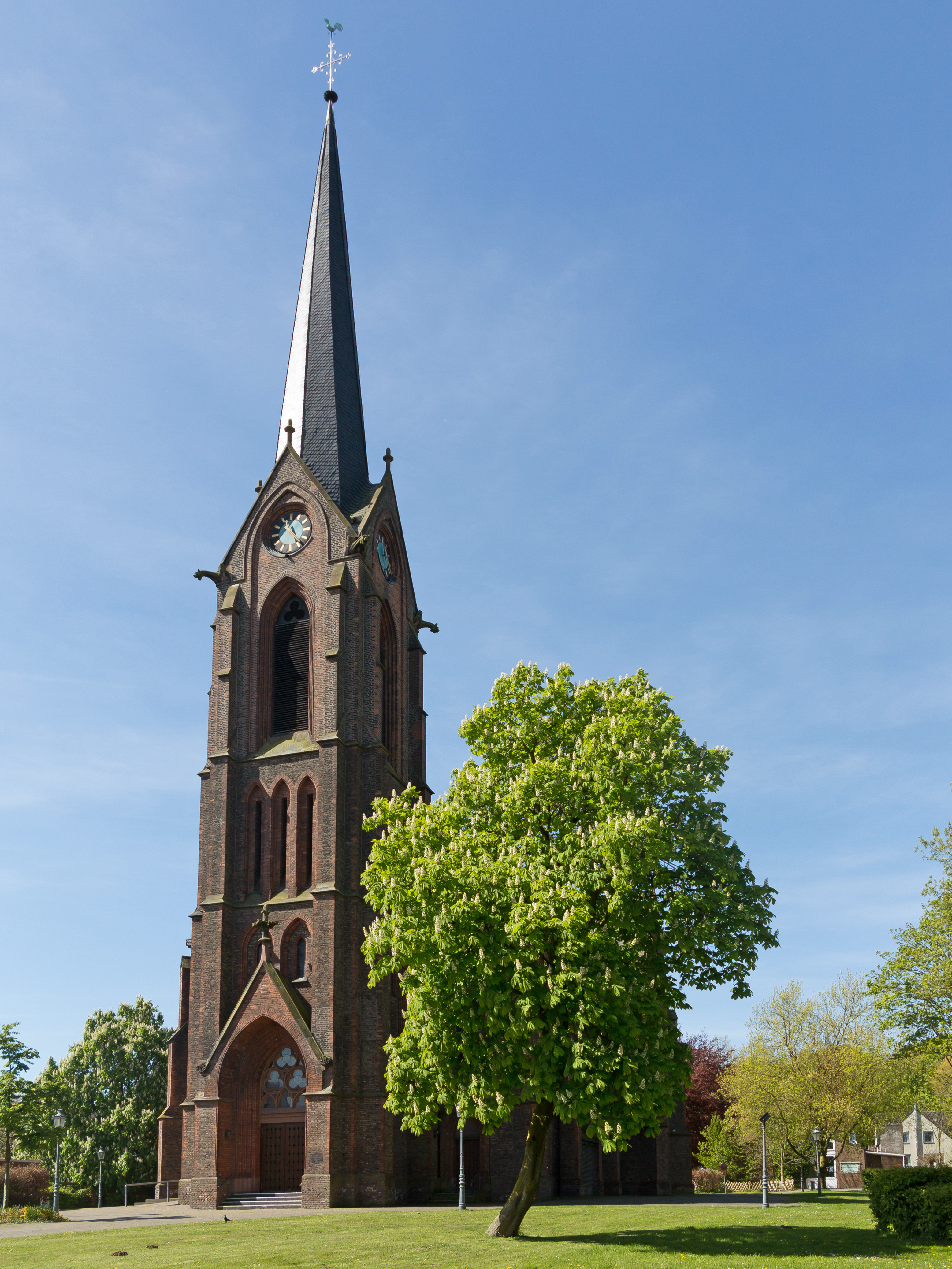
Pfarrkirche Sankt Nikolaus

Die Gemeinde Rheurdt [ʁøɐt] liegt am unteren Niederrhein im Westen von Nordrhein-Westfalen und ist eine kreisangehörige Gemeinde des Kreises Kleve im Regierungsbezirk Düsseldorf.

## Geografie

### Räumliche Lage
Rheurdt liegt linksrheinisch im niederrheinischen Tiefland auf einer Höhe von 30 bis 80 m ü. NN. Durch das Gemeindegebiet fließen die Nenneper Fleuth, der Littardsche Kendel und der Landwehrbach. In Nord-Süd-Richtung verlaufen die Rheurdter und Schaephuysener Höhen, eine Endmoräne aus der Saaleeiszeit.

### Gemeindegebiet
Die Gemeindefläche umfasst 30 km². Die Gemeinde Rheurdt gliedert sich in die zwei Ortschaften Rheurdt und Schaephuysen (sprich: Schaphüsen). Zur Ortschaft Rheurdt gehört der Ortsteil Kengen, zu Schaephuysen gehören die Ortsteile Finkenberg, Lind, Neufeld und Saelhuysen (sprich: Saalhüsen).

### Nachbargemeinden/-städte
Die Gemeinde Rheurdt grenzt im Norden an die Gemeinde Issum, im Osten an die Städte Kamp-Lintfort und Neukirchen-Vluyn (beide Kreis Wesel), im Süden an die Stadt Kempen (Kreis Viersen) und im Westen an die Gemeinde Kerken.

## Geschichte
Die Gemeinde Rheurdt wurde zum ersten Mal 1294 als Rurde oder Rorde erwähnt. Bis 1713 gehörten die einzelnen Gemeinden und Dörfer Rheurdts zum Herzogtum Geldern, kamen dann zu Preußen und standen von 1798 bis 1814 unter französischer Herrschaft.
Nach dem Wiener Kongress 1815 kamen die zugehörigen Ortschaften zum Kreis Rheinberg, der 1823 mit dem Kreis Geldern vereinigt wurde. Diese Vereinigung wurde bereits 1857 rückgängig gemacht und der Sitz des Kreises nach Moers verlegt.

### Gebietsreform
Die Gemeinde Rheurdt entstand in der heutigen Form am 1. Juli 1969 beim ersten kommunalen Neugliederungsprogramm in Nordrhein-Westfalen. Die Gemeinden Rheurdt und Schaephuysen wurden zur neuen Gemeinde Rheurdt zusammengeschlossen.
Am 1. Januar 1975 wurde im Zuge des zweiten Neugliederungsprogramms in Nordrhein-Westfalen der Altkreis Kleve mit dem ehemaligen Kreis Geldern und Teilgebieten der Kreise Moers und Rees zum neuen niederrheinischen Großkreis Kleve zusammengefügt.

### Einwohnerentwicklung
Die folgenden Angaben beziehen sich auf das heutige Gebiet der Gemeinde Rheurdt. Der Wert von 1961 bezieht sich auf die Gemeinden Rheurdt (2371 Einwohner) und Schaephuysen (1868 Einwohner).
| Jahr | Einwohner |
| ---- | --------- |
| 1961 | 4.239     |
| 1975 | 5508      |
| 1980 | 5604      |
| 1985 | 5617      |
| 1990 | 5511      |
| 1995 | 5983      |

| Jahr | Einwohner |
| ---- | --------- |
| 2000 | 6433      |
| 2005 | 6651      |
| 2010 | 6736      |
| 2015 | 6704      |
| 2022 | 6566      |

## Politik

### Gemeinderat
Der Rat der Gemeinde Rheurdt besteht aus insgesamt 22 Mitgliedern.
Seit der letzten Kommunalwahl am 13. September 2020 sind im Gemeinderat die CDU mit 35,8 % und 8 Sitzen, die Grünen mit 22,3 % und 5 Sitzen, die SPD mit 18,9 % und 4 Sitzen, die FDP mit 12,2 % und 3 Sitzen sowie die Wählerinitiative WIR mit 10,8 % und 2 Sitzen vertreten.
Die nächste Kommunalwahl findet im Jahr 2025 statt.

### Bürgermeister
Zum Bürgermeister der Gemeinde Rheurdt wurde 2020 Dirk Ketelaers (SPD) mit 56,11 Prozent der Stimmen gewählt. Sein Vorgänger war Klaus Kleinenkuhnen (parteilos, Kandidat der CDU).

### Wappen und Banner

Gemeindebanner

Der Gemeinde Rheurdt wurde mit Urkunde des Regierungspräsidenten in Düsseldorf vom 11. August 1970 die Genehmigung zur Führung eines Wappens, eines Siegels und eines Banners erteilt.

#### Wappen
Die heraldische Beschreibung lautet: „In Blau im Visier ein silberner (weißer) Hirschkopf mit schwebendem goldenen (gelben) Kreuz zwischen dem Geweih, im Schildhaupt balkenweis drei goldene Äpfel.“
Das Wappen wurde nach der kommunalen Neugliederung 1969 entworfen und verbindet Elemente des Rheurdter Pfarrpatrons St. Nikolaus, die goldenen Äpfel, mit der Legende des Schaephuysener Pfarrpatrons St. Hubertus. Die Farben Gold und Blau sind die des Herzogtums Geldern.

#### Banner
Die Bannerbeschreibung lautet: „Im Verhältnis 1 : 2 : 1 blau-gold (gelb) - blau längs gestreift, im oberen Drittel in Blau freistehend ein silberner (weißer) Hirschkopf im Visier mit schwebendem goldenen (gelben) Kreuz zwischen dem Geweih, darüber balkenweis drei goldene (gelbe) Äpfel.“

## Kultur und Sehenswürdigkeiten

### Sport
Rheurdt verfügt über eine Reitanlage, ein Hallenbad (Schwimmerbecken und Nichtschwimmerbecken), zwei Sportplätze (Rheurdt und Schaephuysen), einen Tennisplatz, zwei Turnhallen (Rheurdt und Schaephuysen),  einen Skatepark und eine Sportschützenbahn.

### Parks

#### Burgerpark
Der Burgerpark ist eine öffentliche Grünfläche im Herzen Rheurdts, die direkt neben der katholischen Kirche liegt und auf der traditionell das Osterfeuer, das Martinsfeuer und auch das jährliche Vogelschießen der Schützen veranstaltet werden.
Des Weiteren wird er für andere Sonderveranstaltungen diverser Vereine genutzt.
Seit einigen Jahren steht dort auch der Rheurdter Vereinsbaum.

#### Oermter Berg
Der Oermter Berg ist eine der größten Endmoränen am linken Niederrhein. Heute ist er ein beliebtes Ausflugsziel und Naherholungsgebiet. Bis ins 16. Jahrhundert wurde der Berg sogar als Weinanbaugebiet vom nahegelegenen Kloster Kamp genutzt. Der Wein soll allerdings nur als Messwein gedient haben.
Dort findet sich auch die Bürgerbegegnungsstätte, in der die „Naturkundliche Sammlung Niederrhein“ ausgestellt ist.

### Sonstiges
Im Gebiet der Gemeinde Rheurdt liegt das Naturschutzgebiet Staatsforst Rheurdt/Littard sowie das Schloss Leyenburg, der ehemalige Landsitz der Familie von der Leyen.

## Wirtschaft und Infrastruktur

### Verkehr

#### Busverkehr
Innerhalb des Gemeindegebiets und in die angrenzenden Kommunen fahren Buslinien, welche Verbindungen u. a. nach Neukirchen-Vluyn und weiter bis Moers anbieten.

#### Bahnverkehr
Der nächstgelegene Bahnhof ist in Aldekerk. Die durch Rheurdt verlaufende Bahnstrecke Moers–Neukirchen-Vluyn–Hoerstgen-Sevelen ist teilweise stillgelegt und wird derzeit nur auf dem Abschnitt Moers–Vluyn befahren, der seit April 2008 für Güterverkehre reaktiviert ist.

#### Straßenverkehr
Rheurdt ist über die Bundesstraßen 9 und die 510 sowie die Bundesautobahnen 40 (E 34) und 57 (E 31) an das überregionale Straßennetz angebunden.

#### Flugverkehr
Die nächstgelegenen Flughäfen sind der Flughafen Düsseldorf und der Flughafen Niederrhein in Weeze.

## Persönlichkeiten
- Hugo Hammans (1927–2012), Pädagoge, Entwicklungshelfer und Politiker (CDU)
- Antje Schomaker (* 1992), Musikerin und Songwriterin

## Belege
1. ↑  Bevölkerung der Gemeinden Nordrhein-Westfalens am 31. Dezember 2023 – Fortschreibung des Bevölkerungsstandes auf Basis des Zensus 2022. Landesbetrieb Information und Technik Nordrhein-Westfalen (IT.NRW), abgerufen am 30. Januar 2025. (Hilfe dazu)
2. ↑  Martin Bünermann: Die Gemeinden des ersten Neugliederungsprogramms in Nordrhein-Westfalen. Deutscher Gemeindeverlag, Köln 1970, S. 103.
3. ↑  Bevölkerung aller Gemeinden in Nordrhein-Westfalen ab dem 31. Dezember 1962 jeweils am Jahresende nach dem jetzigen Gebietsstand
4. ↑   Gemeinde Rheurdt – Gesamtergebnis. In: Gemeinde Rheurdt – Ratswahl 13.09.2020. Kommunales Rechenzentrum Niederrhein, 2020. Auf Wahl.KRZN.de, abgerufen am 6. Januar 2021.
5. ↑  Gemeinde Rheurdt – Gesamtergebnis. In: Gemeinde Rheurdt – Ratswahl 25.05.2014. Wahlarchiv des Kommunalen Rechenzentrums Niederrhein, 2014. Auf Wahlarchiv.KRZN.de, abgerufen am 6. Januar 2021.
6. ↑  Rat der Gemeinde Rheurdt – Sitzverteilung (Aufstockung von 20 auf 22 Sitze). In: Gemeinde Rheurdt – Ratswahl 13.09.2020. Kommunales Rechenzentrum Niederrhein, 2020. Auf Wahl.KRZN.de, abgerufen am 6. Januar 2021.
7. ↑  Gemeinde Rheurdt – Gesamtergebnis. In:  Gemeinde Rheurdt – Bürgermeisterwahl 27.09.2020. Kommunales Rechenzentrum Niederrhein, 2020. Auf Wahl.KRZN.de, abgerufen am 6. Januar 2021.
8. 1 2  § 2: Wappen, Dienstsiegel und Flagge. In: Hauptsatzung der Gemeinde Rheurdt, Kreis Kleve. Stand: November 2020, S. 3–4. Auf Rheurdt.de (PDF; 224 kB), abgerufen am 6. Januar 2021.